# Thái Bảo (xã)
Thái Bảo là một xã thuộc huyện Gia Bình, tỉnh Bắc Ninh, Việt Nam.
Xã có diện tích 7,15 km², dân số năm 1999 là 6.191 người, mật độ dân số đạt 866 người/km².
Xã được phân làm 4 thôn gồm thôn Vạn Ty (Trung tâm hành chính của xã Thái Bảo), Bảo Ngọc, Tân Hương, Thiên Đức. Xã nằm bên ven bờ sông Đuống, có hàm lượng phù sa cao, vào mùa mưa trung bình cứ 1 m³ nước có 2,8 kg phù sa, do vậy Thái Bảo có hệ thống quy hoach phát triển thâm canh cây công nghiệp quy mô lớn.

## Danh nhân
Thái Bảo là quê hương của Trạng nguyên Lý Đạo Tái. Hàng năm, từ 18 đến 21 tháng Giêng (lịch âm), nhân dân quanh vùng mở hội để tưởng nhớ ngày mất của ông